# Kostel svatého Jakuba (Kolinec)
Kostel svatého Jakuba Většího v obci Kolinec leží na trase mezi městem Klatovy a Sušicí v blízkosti říčky Ostružná. V pramenech je Kolinec poprvé zmiňován roku 1290. Místo bylo majetkem královny Elišky Přemyslovny a až roku 1350 jej získali páni z Velhartic. Vlastnictví se dále přesunulo k pánům z Hradce, a to od konce 14. století. Již od 14. století se jednalo o farní kostel farnosti Kolinec.

## Stavební fáze
Vznik kostela sv. Jakuba Většího sahá do konce 12. století. Předpokládá se, že z nejstarší románské stavební fáze se v kostele zachovalo obvodové zdivo lodi, vstupní portál a části presbytáře situované na jeho západní straně. Z tohoto období se dále dochovaly zbytky původního opevnění a krypta pod presbytářem. Pravděpodobně v 1. polovině 14. století byla ke kostelu postavena sakristie s žebrovou klenbou. Zásadní proměny probíhaly v období mezi lety 1727 až 1730 a 1749 až 1755, kdy byl prodloužen a zaklenut presbytář, jehož strop byl zároveň doplněn štukovou výzdobou. V 18. století rovněž vznikla jižní předsíň před románským vstupním portálem. Dále byla roku 1854 vystavěna hranolovitá věž, která se tyčí nad kostelním chórem. Tato věž nahradila starší a podstatně menší středověkou věž. Při této přestavbě došlo ke zboření kaple sv. Barbory, která stála na severní straně kostelní lodi.

## Stavební podoba
Jde o jednolodní kostel s polygonálně zakončeným presbytářem. Kostelní loď je plochostropá se štukovým zrcadlem. Na východní stranu lodi navazuje křížově zaklenutý chór a barokně upravený presbytář. Při jižní straně chóru se nachází sakristie. V prostoru kostelní lodi se na jižní straně nachází románský ústupkový portál s půloválným obloukem, v jehož tympanonu se částečně zachovala gotická malba. K tomuto portálu navazuje přistavěná vstupní předsíň s plochým stropem. Po severní straně lodi se nachází zazděný triumfální oblouk, který je pozůstatkem zbořené kaple. Západní stranu zakončuje kruchta s varhanami. Průčelí kostela je bez architektonických prvků a je pouze narušeno vstupem vybudovaným v 19. století.